# ラウ・シンイー
ラウ・シン イー（らう しん いー、英表記：LAU Sim Yee）は、マレーシア出身の経済学者、社会工学者、大学教員。
学位は工学修士（東京工業大学大学院・1991年）、国際文化博士（東北大学大学院・1998年）。
麗澤大学大学院経済学研究科 教授、兼 麗澤大学国際学部 教授。元笹川平和財団 上席研究員。

## 略歴
東京工業大学工学部 卒業。1991年に東京工業大学大学院理工学研究科 修士課程社会工学専攻修了、工学修士を取得。
1998年に東北大学大学院国際文化研究科 博士後期課程国際文化交流専修了、国際文化博士を取得。